# Duomo di Pienza
La concattedrale di Santa Maria Assunta è il principale luogo di culto di Pienza, in provincia di Siena, concattedrale della diocesi di Montepulciano-Chiusi-Pienza. È monumento nazionale italiano.

## Storia
Il complesso, che sorge sul luogo dell'antica pieve di Santa Maria, ma orientato in modo diverso, fu pensato per essere inserito scenograficamente nella piazza principale della cittadina, la Piazza Pio II, e fu realizzato per volontà di papa Pio II Piccolomini tra il 1459 e il 1462 da Bernardo Rossellino nel corso del rinnovamento della città. L'edificio venne realizzato con insolito orientamento nord-sud (con la facciata principale rivolta a nord) per la coerenza urbanistica che il Papa e Rossellino stavano cercando di raggiungere. Inoltre, per poter ampliare la piazza, il Duomo fu arretrato il più possibile verso sud, tanto che la zona absidale e parte del transetto poggiano sulle pendici scoscese del rilievo collinare sul quale sorge Pienza. Il Duomo, peraltro, fu costruito demolendo la preesistente chiesa romanica, molto più piccola, che aveva orientamento est-ovest e le cui fondazioni furono rinvenute durante i lavori di sottofondazione e consolidamento condotti dal 1911 al 1934.

## Descrizione

### Piazza Pio II

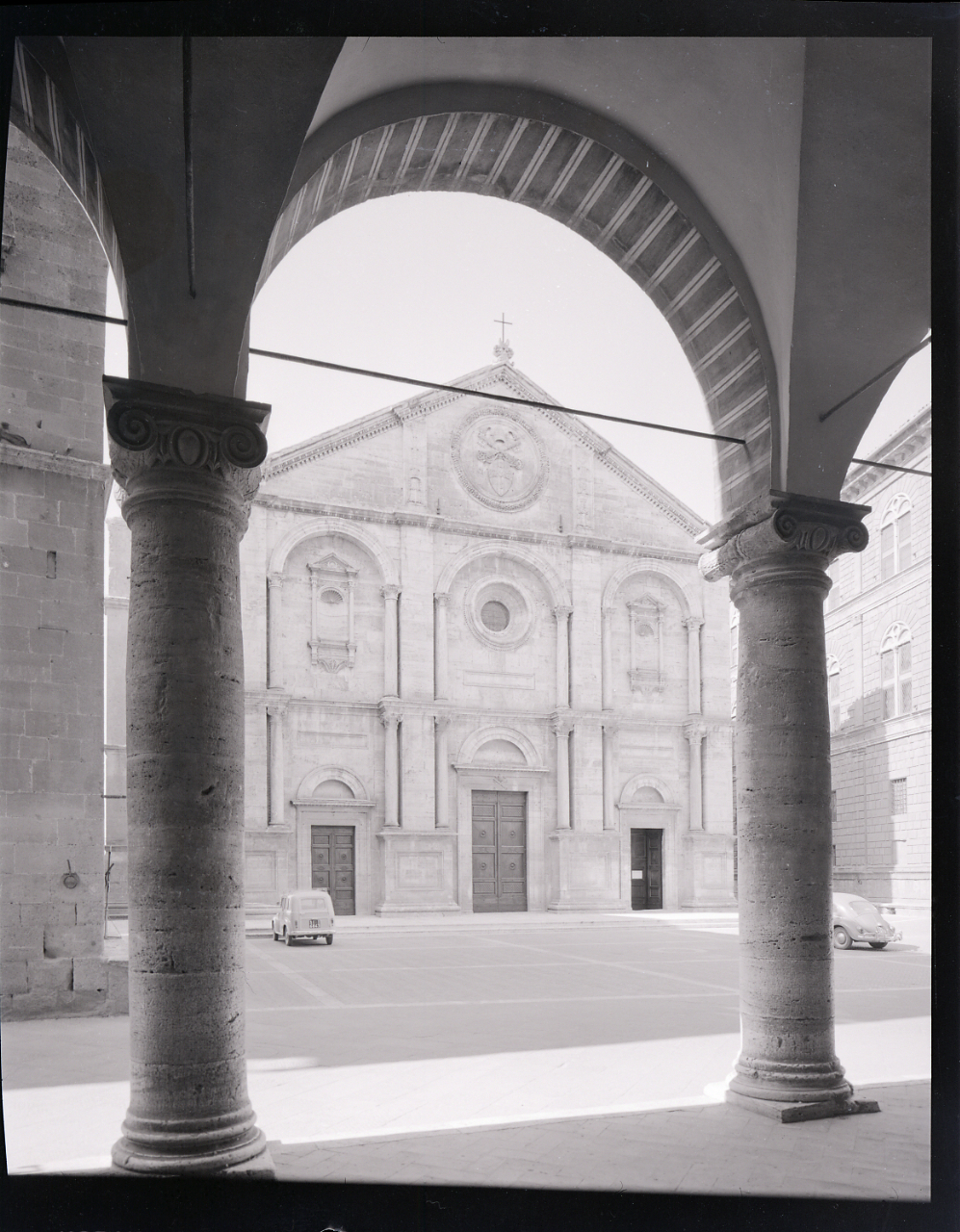
Il Duomo visto dal portico del Palazzo Comunale in una foto di Paolo Monti del 1965

L'area su cui Rossellino raggruppa i principali edifici di Pienza (Palazzo Piccolomini, la chiesa di Santa Maria Assunta, il Palazzo Vescovile o diocesano) è estremamente stretta. Infatti, le sue dimensioni non sono più lunghe di quelle del cortile interno del palazzo Piccolomini. Rossellino riuscì a guadagnare un po' dello spazio necessario collocando la cattedrale più a sud che potesse. Proiettando quasi la metà della chiesa affacciata sulla collina lasciò una distanza di circa venticinque metri tra la facciata della cattedrale e gli edifici che si affacciavano lungo il lato nord della via principale. Era impossibile adattare una piazza rettangolare in quello spazio per diversi motivi: la strada entrava e usciva dal campo da diverse angolazioni, il vecchio Palazzo del priore (il futuro Palazzo Vescovile o Diocesano) è stato fissato ad un angolo di circa di novanta gradi; e il Palazzo Piccolomini doveva essere collocato ad un angolo di settantacinque gradi se fosse dovuto rimanere parallelo alla chiesa di San Francesco e in allineamento con la strada. La piazza della cattedrale, così, ha assunto quindi la forma di un trapezio leggermente irregolare.

### Esterno
Pur essendo uno dei monumenti più importanti del Rinascimento italiano, per alcuni particolari come il tetto a due spioventi e l'occhio centrale ricorda le chiese gotiche francescane, ma anche le Hallenkirchen tedesche che Pio II aveva visto nei suoi numerosi viaggi (soprattutto per l'estrema luminosità delle vetrate); l'insieme è però rinascimentale e risente dell'influenza di Leon Battista Alberti, oggi ritenuto il reale ispiratore di Pienza e del Duomo.
La facciata tripartita in travertino fu progettata dal Rossellino. Quattro paraste la dividono in tre zone corrispondenti alle navate interne. Una cornice marcapiano divide la facciata in due zone; in quella inferiore ci sono le tre porte d'ingresso, in quella superiore tre arconi sorretti da colonne. Sotto gli archi laterali sono state create nicchie di reminiscenza classica, in quello centrale si apre un oculo.
Sul timpano della facciata domina lo stemma con l'emblema della Santa Sede di Pio II Piccolomini. Le pareti esterne della chiesa e l'abside recano finestre gotiche che permettono una grande e suggestiva luminosità interna. Il campanile molto slanciato fu danneggiato dal terremoto del 1545 e ripristinato nel 1570. il campanile ospita 4 campane. la grande, di nota solb3, fusa nel 1400 da una fonderia cortonese; la seconda, di nota solb3, fusa da Luigi Magni nel '900 insieme alle campane terza e quarta, hanno rispettivamente le note sol3 e lab3.

### Interno

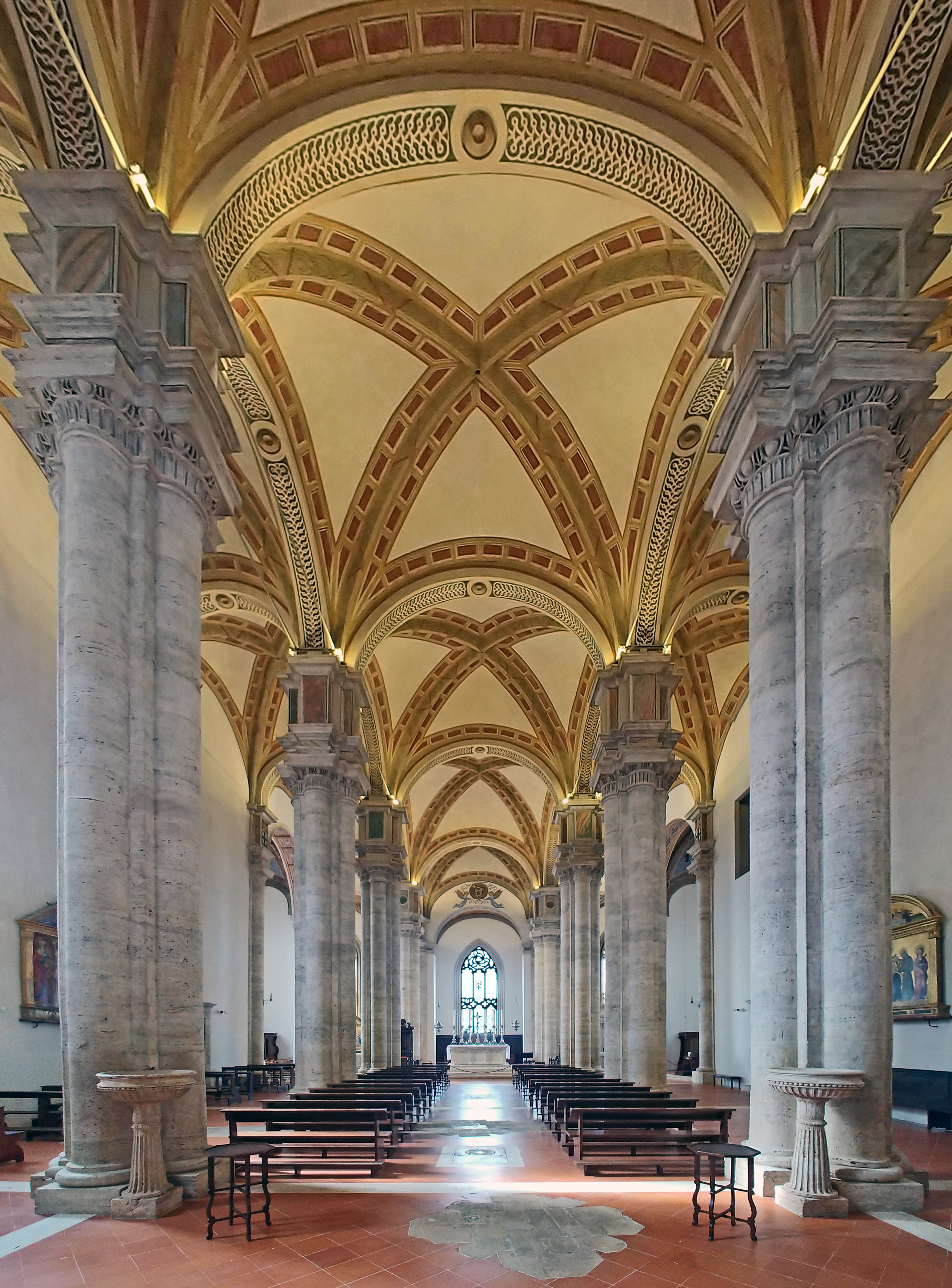
Interno

L'interno, ancora strutturalmente legato allo stile gotico, è diviso in tre navate tutte della stessa altezza, la navata mediana è solo più larga delle laterali. Due file di pilastri con semicolonne addossate e capitelli decorati, rialzati rispetto ai pilastri, dividono le navate.
La facciata anticipa la composizione strutturale dell'interno con la divisione in tre navate e le volte a crociera.
L'abside è divisa in tre cappelle, la maggiore accoglie il coro.
Altre due cappelle sono formate dai bracci della crociera, ognuna è dotata di un finestrone. Tutta questa parte ha subito un cedimento a causa delle condizioni del terreno su cui sorgono i muri perimetrali dell'abside fin dalla sua costruzione.
Il tempio è arricchito da dipinti, eseguiti su commissione di Pio II dai più noti artisti dell'epoca.

### Organi a canne
Nella concattedrale ci sono due organi a canne. Lo strumento principale, situato al di sopra della sacrestia con affaccio sulla terza campata della navata laterale di destra, fu costruito negli anni 1970 da Enrico Giustozzi e ampliato da Paolo Ciabatti nel 2024; dispone di 42 registri per un totale di circa 2010 canne, ed è a trasmissione elettrica con consolle avente due tastiere e pedaliera.
All'organo maggiore è collegato l'organo del coro, costituito da un positivo costruito dalla ditta tedesca Walcker nel terzo quarto del XX secolo e installato nel 2023; è a trasmissione meccanica ed ha 7 registri su unico manuale e pedale.

## Galleria d'immagini

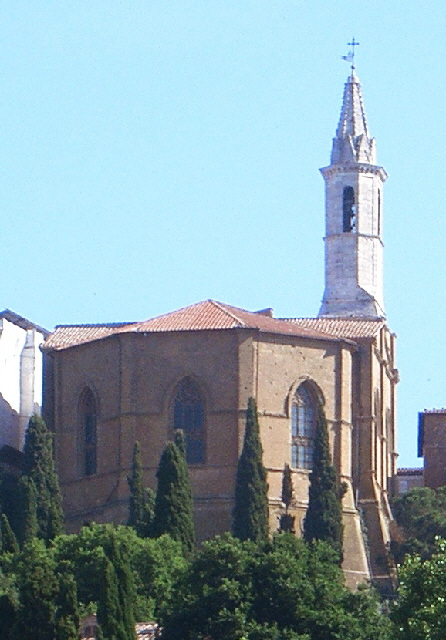
Le absidi del duomo
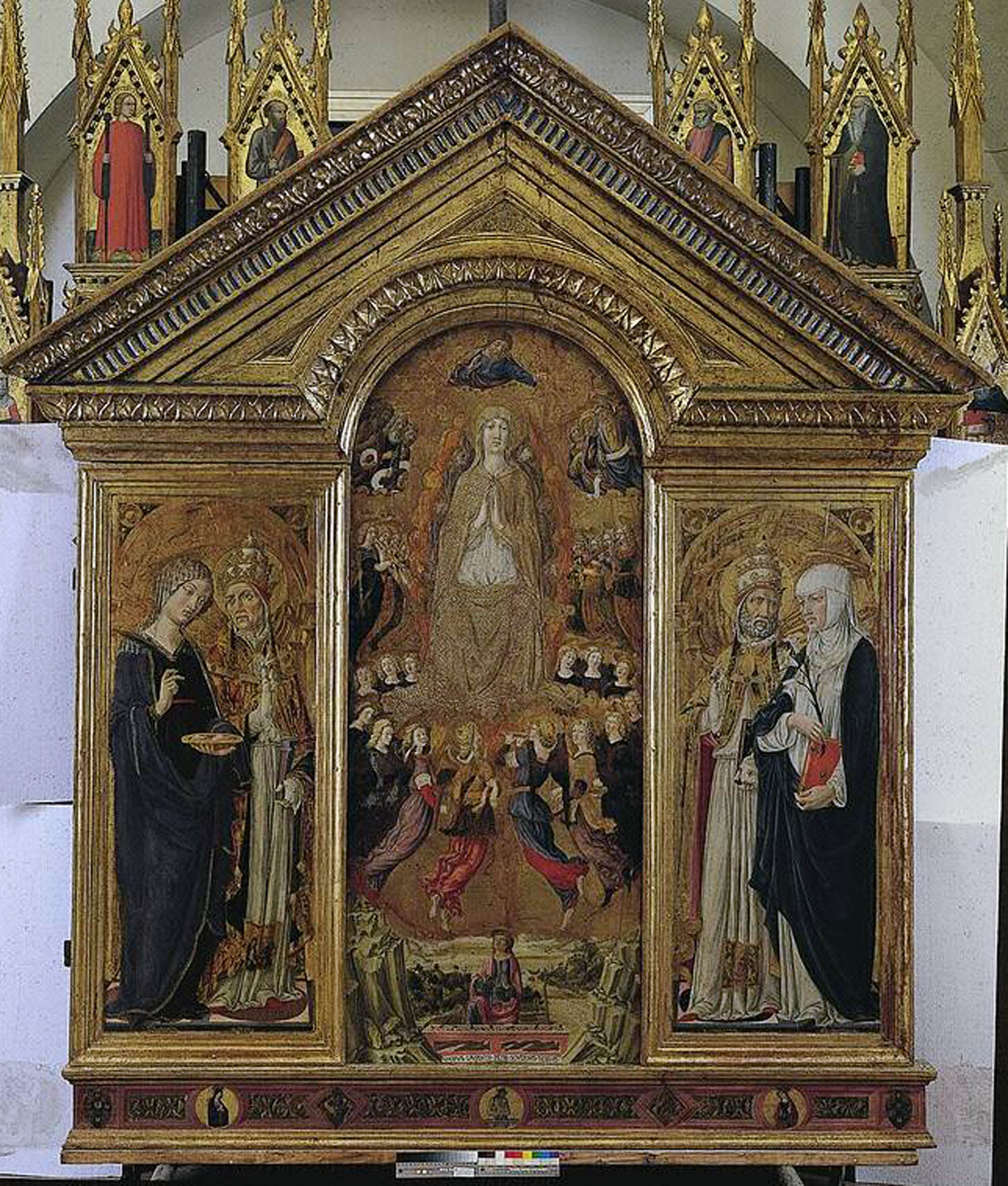
Vecchietta, Assunzione della Vergine
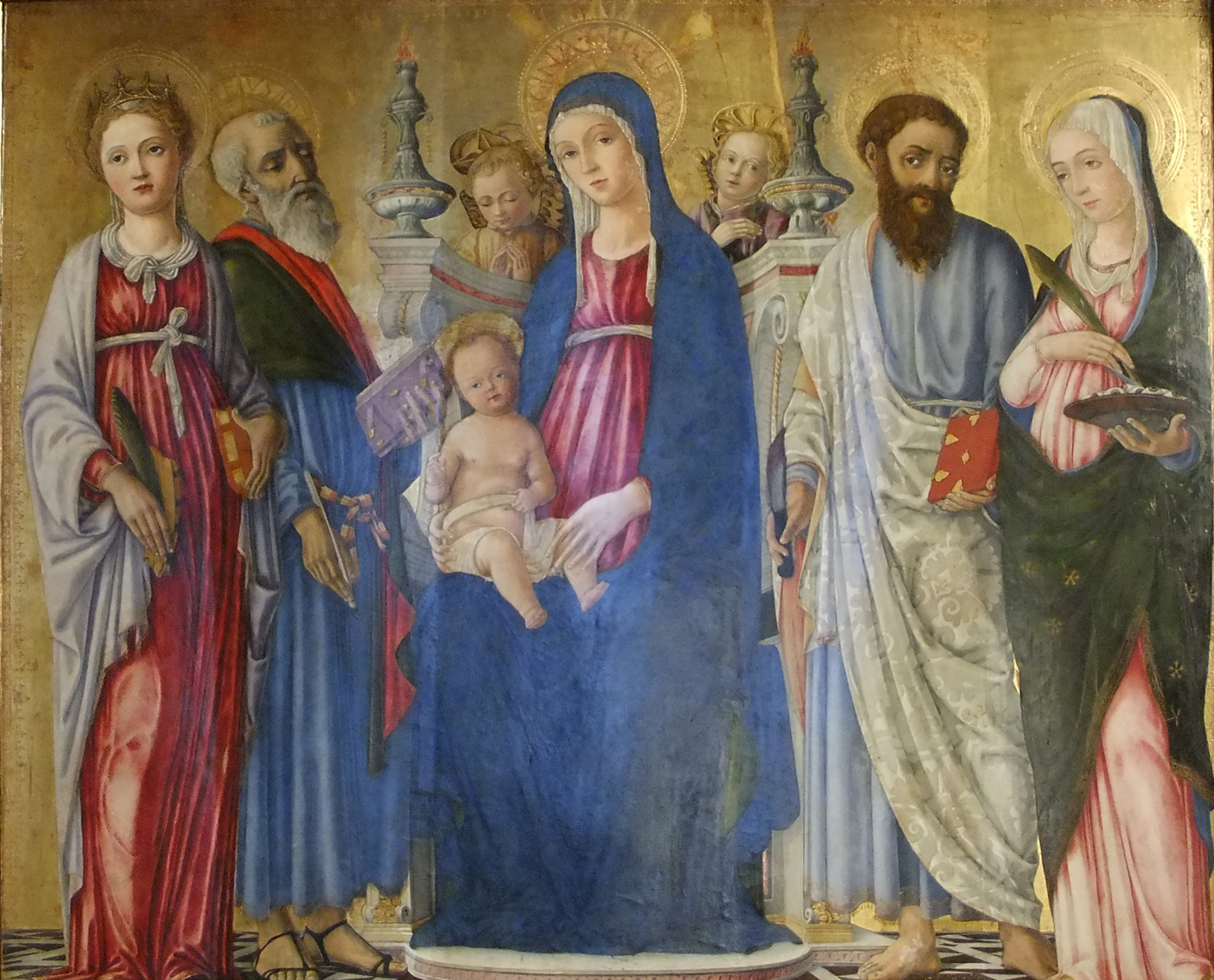
Matteo di Giovanni, Madonna col Bambino e santi
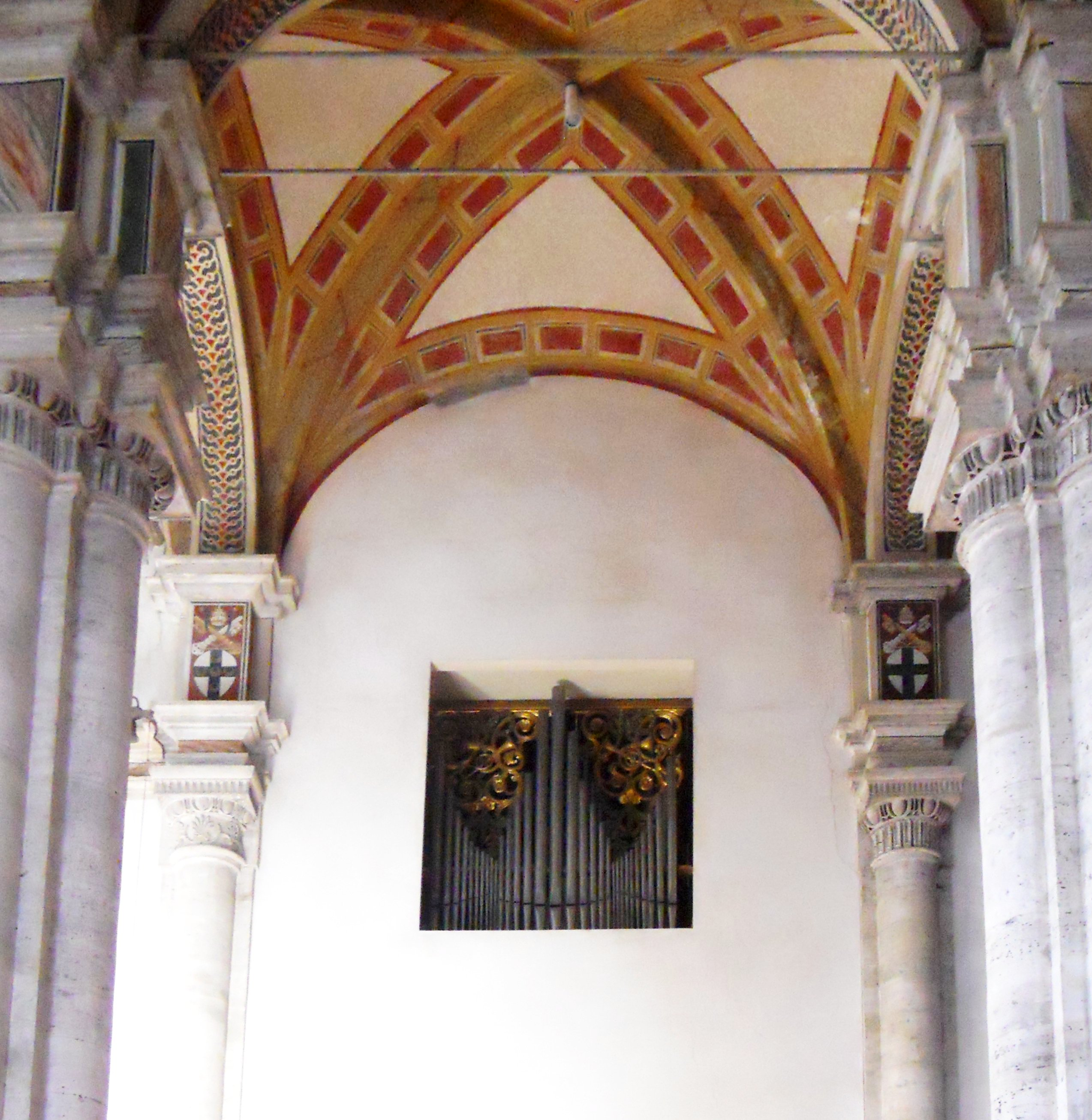
L'organo a canne